# SunRail

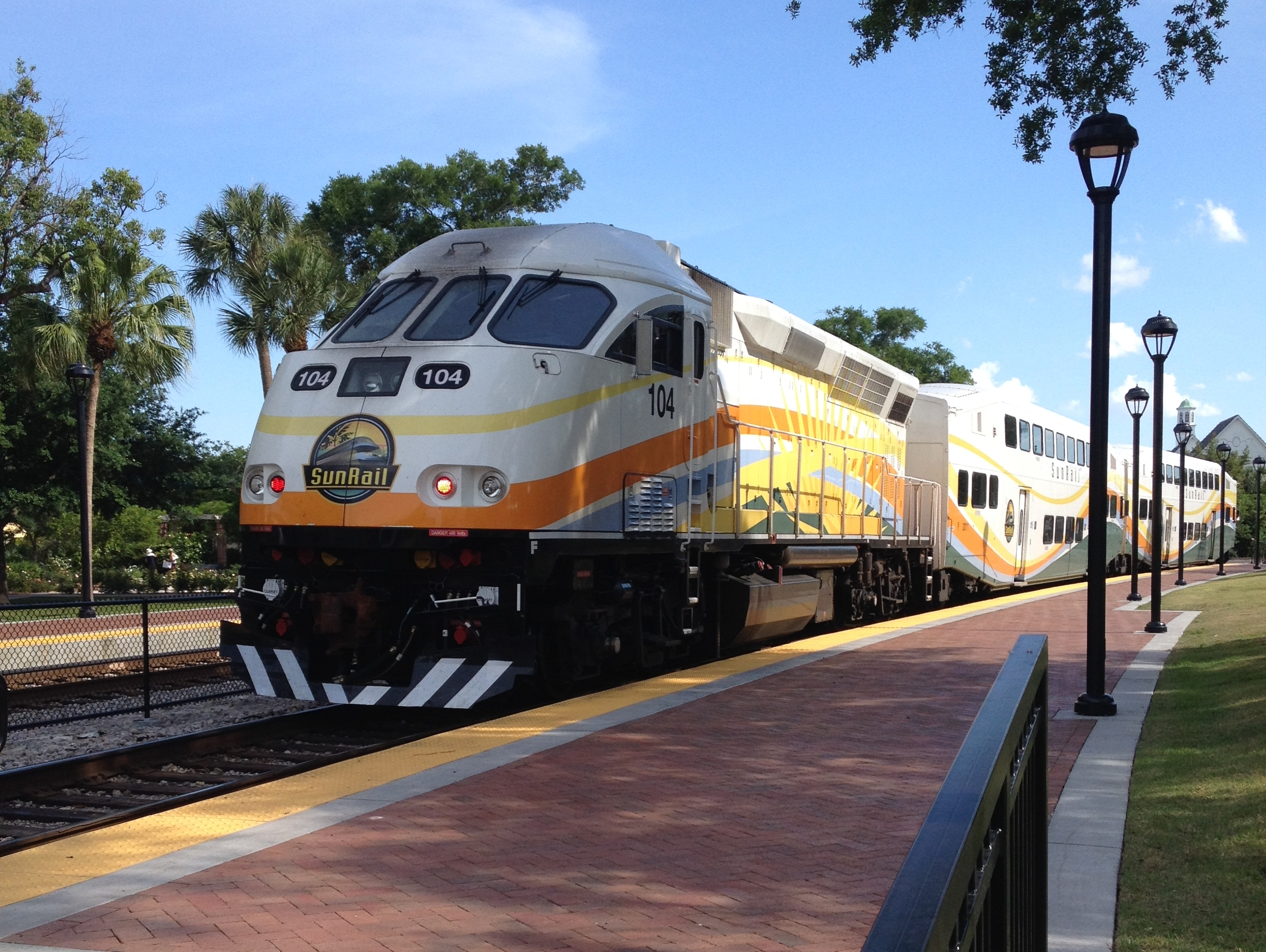
Zug, bestehend aus einer MPXpress-Diesellokomotive und Bilevel-Doppelstockwagen

SunRail ist ein Schienenpersonennahverkehrssytem in der Metropolregion Greater Orlando, das seit dem 1. Mai 2014 besteht. Die bisher einzige Linie erstreckt sich über eine Länge von 78 Kilometern und verbindet das Volusia County im Norden mit dem Osceola County im Süden, wobei es durch wichtige Gemeinden und Wirtschaftszentren in den Seminole, Orange und Osceola Counties führt und insgesamt 16 Stationen aufweist.

## Finanzierung und Zukunft
Die Finanzierung von SunRail ist ein gemeinsames Unterfangen, das sowohl staatliche und bundesstaatliche Mittel als auch Beiträge der beteiligten Countys umfasst. Das System wurde mit dem Ziel entwickelt, um die wachsenden Verkehrsprobleme in der Region sowie die Lebensqualität der Gemeinschaften zu verbessern. Obwohl SunRail mit Herausforderungen hinsichtlich der Fahrgastzahlen und der Finanzierung konfrontiert ist, bleibt es ein wesentlicher Bestandteil der Verkehrsinfrastruktur von Zentralflorida, mit Plänen für zukünftige Erweiterungen, um noch mehr Gebiete zu bedienen.